# Bruno Hauff (Politiker)
Bruno Hauff (* 15. April 1885 in Dresden; † nach 1932) war ein deutscher Unternehmer und Politiker (DDP, DStP).

## Leben
Hauff war bis 1920 aktiver Offizier der Pioniertruppe, zuletzt im Rang eines Majors. Danach wurde er Mitinhaber der Fabrikations- und Großhandelsfirma Brandt & Hauff mit Sitz in Rathenow.
Während der Zeit der Weimarer Republik war Hauff Mitglied der Deutschen Demokratischen Partei (DDP), die 1930 in Deutsche Staatspartei (DStP) umbenannt wurde. Von 1925 bis 1927 war er Mitglied des Parteiausschusses der DDP. Des Weiteren war er Mitglied im Bundesvorstand des Reichsbanners Schwarz-Rot-Gold. Hauff gehörte der Stadtverordnetenversammlung in Rathenow an. Im Mai 1928 wurde er als Abgeordneter in den Preußischen Landtag gewählt, dem er bis 1932 angehörte. Im Parlament vertrat er den Wahlkreis 4 (Potsdam I).